# Limnophis
Limnophis är ett släkte ormar i familjen snokar med två arter.
Dessa ormar är små. De påminner om arter från släktet Natriciteres men fjällen på nosens spets har en annan form. Arterna förekommer i södra Afrika. De vistas i träskmarker och jagar groddjur samt fiskar. Honor lägger ägg.
Arterna är:
- Limnophis bangweolicus
- Limnophis bicolor